# طغتکین بن ایوب
تورتکین بن ایوب (ترکی استانبولی: Tuğtekin Eyyubi; – August/September 1197)، امیر ایوبی یمن و حجاز از سال ۱۱۸۲ تا ۱۱۹۷ میلادی بود. وی پسر نجم‌الدین ایوب و برادر صلاح الدین ایوبی بود.